# Llanquihue (jezero)
Llanquihue (španělsky Lago Llanquihue) je jezero v regionu Los Lagos v jižní části středního Chile. Nachází se v údolí Valle Longitudinal u západních svahů And. Má rozlohu 740 km². Dosahuje maximální hloubky 108 m. Leží v nadmořské výšce 51 m.

## Pobřeží
Na východním břehu se nad jezerem ční sopky Calbuco a Osorno. Lávový potok z druhé jmenované ho odděluje od jezera Todos Los Santos (Všech svatých).
Na pobřeží leží města Puerto Varas, Frutillar, Puerto Octay a Llanquihue, je zde rozšířena turistika.

## Vodní režim
Z jezera odtéká řeka Maullín do Tichého oceánu.